# Processus de Kimberley
Pour les articles homonymes, voir Kimberley.

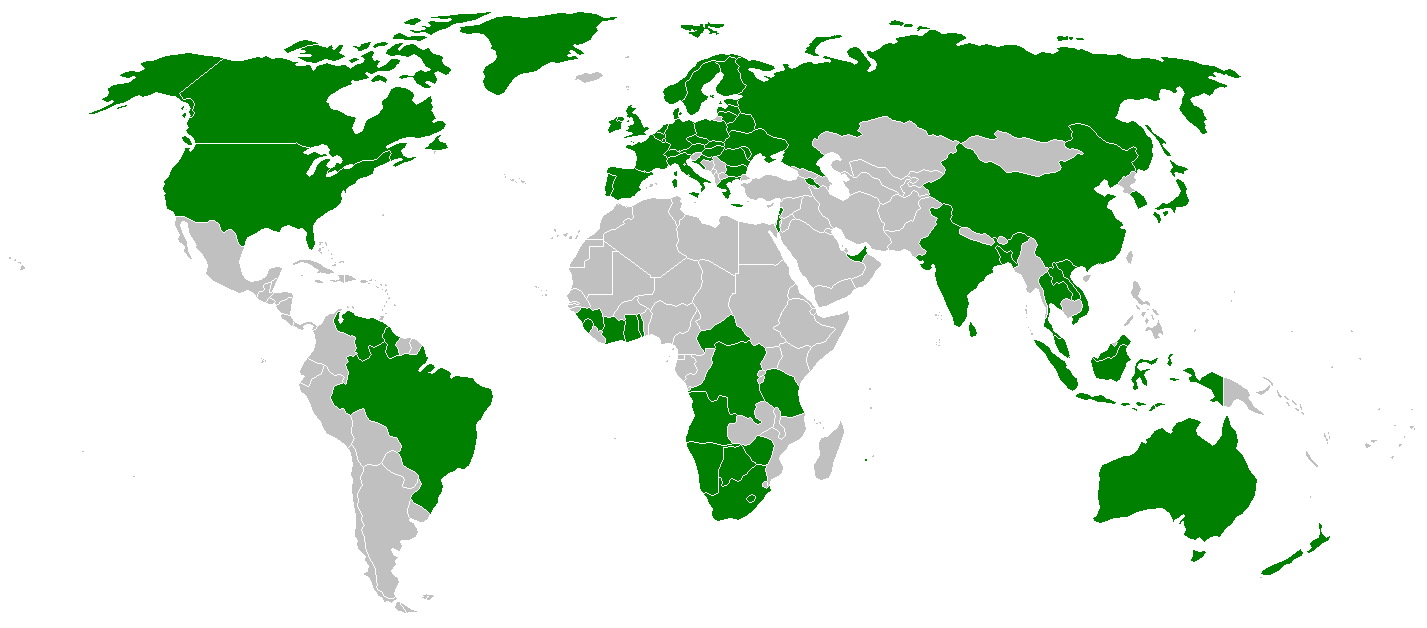
Pays participant au système de certification du processus de Kimberley.

Le processus de Kimberley (PK) est un forum de négociation international tripartite réunissant les représentants des États, de l'industrie du diamant et de la société civile depuis mai 2000. Les discussions au sein de cette plateforme ont abouti au lancement d'un régime international de certification des diamants (système de certification du processus de Kimberley, SCPK) en janvier 2003. L'objectif du processus de Kimberley est de prévenir l'entrée des diamants de conflits dans le marché international. D'après la définition retenue par l'Assemblée générale des Nations unies, les « diamants de conflits » sont « des diamants bruts utilisés par les mouvements rebelles pour financer leurs activités militaires, en particulier des tentatives visant à ébranler ou renverser des gouvernements légitimes ». À la suite du rapport de Robert Fowler (en), la résolution a été votée à 55 voix sur 56.
L'efficacité du processus a été remise en question par des organisations de la société civile, telles que Global Witness, qui s'est retirée du processus le 5 décembre 2011. Cette ONG fondatrice du processus de Kimberley a déclaré que le forum international avait échoué dans son objectif et ne fournissait pas aux consommateurs l’assurance que les diamants bruts ne sont pas des diamants de conflits,. Le 14 décembre 2017, l'ONG Impact quitte à son tour la table des négociations. Cette autre ONG fondatrice du processus de Kimberley accuse le forum international de vendre aux consommateurs quelque chose qui n'est pas réel. Elle dénonce l'incapacité du PK à se réformer ainsi que l'attitude hostile de certains participants à l'égard des organisations de la Société civile.

## Historique

### Les origines du processus de Kimberley
L'origine du processus de Kimberley s'inscrit dans un contexte d’après-guerre froide, où il est observé une corrélation entre certaines zones de conflits et la présence de ressources naturelles. Le processus de Kimberley est la réponse politique apportée au problème des "diamants de sang". Lancée en 1998 par la publication du rapport A Rough Trade par l'ONG Global Witness, la campagne transnationale visant à mettre fin au commerce des diamants bruts issus de zones de guerre met en exergue le lien entre le développement de conflits et la présence de diamants sur le territoire d'un État. Le rapport s'intéresse particulièrement au rôle des diamants dans la guerre civile angolaise opposant le gouvernement marxiste du Movimento Popular de Libertação de Angola (MPLA) aux rebelles maoïstes de l'União Nacional para a Independência Total de Angola (UNITA) menés par Jonas Savimbi. Le rapport de Global Witness montre que l'UNITA contrôle la majorité des zones diamantifères du pays et que les diamants bruts issus de ces régions entrent dans le commerce international.
Le lien entre la présence de diamants bruts sur un territoire et le développement de conflits est également observé par l'ONG Partenariat Afrique Canada (rebaptisée "Impact" en octobre 2017) dans son rapport The Heart of the Matter sur la guerre civile sierra-léonaise. Publié en janvier 2000, le rapport montre comment les rebelles de Foday Sankoh échangent des diamants bruts contre des armes, notamment par l'entremise du président libérien Charles Taylor.
En parallèle aux actions menées par la société civile, l'Organisation des Nations unies commence à enquêter sur les liens présumés entre la présence de diamants et le développement de conflits armés. En mars 2000, un panel d'experts présidé par l'ambassadeur canadien à l'ONU, Robert Fowler, communique un rapport évaluant la mise en œuvre des sanctions contre l'Angola, notamment celle visant à interdire l'exportation de diamants bruts. Pour la première fois dans l'histoire de l'ONU, le rapport Fowler nomme des chefs d'État en exercice impliqués dans la violation des sanctions décidées par l'ONU.

### Les négociations
Les 11 et 12 mai 2000, l'Afrique du Sud organise une rencontre dans la ville diamantifère de Kimberley réunissant les représentants de six États importateurs et exportateurs de diamants (l'Afrique du Sud, la Belgique, le Botswana, les États-Unis, la Namibie et le Royaume-Uni) ainsi que des représentants de l'industrie du diamants (principalement du conglomérat diamantaire sud-africain De Beers) et des organisations de la société civile (notamment Global Witness et Impact). D'emblée, l'idée de la création d'un système de certification des diamants bruts est évoquée à la table des négociations. Il faudra cependant plusieurs années avant que les différents participants ne parviennent à un accord. La plateforme de négociations, désormais appelée le processus de Kimberley et comptant plus de trente participants, se réunit 12 fois avant de décider l'entrée en vigueur du système de certification du processus de Kimberley (SCPK) à partir du 1er janvier 2003.

## Fonctionnement du processus de Kimberley
Le Système de certification du processus de Kimberley (SCPK) est un outil de réglementation, basé sur le volontariat, qui permet de certifier que les diamants bruts qui sont exportés par un pays participant, sont « libres de conflit ». Le PK repose sur la contribution des participants par l’intermédiaire d’un système de répartition des charges, avec le support du secteur du diamant ainsi qu'avec celui de la société civile. Un pays membre du PK ne peut commercialiser les diamants bruts qu’avec d’autres pays membres du PK.  
Le processus de Kimberley n’est pas considéré comme une organisation internationale, il ne possède pas de bureau, ni de secrétariat permanent. Le PK est un modèle de réglementation dans lequel interviennent les gouvernements, l’industrie et la société civile. C’est-à-dire que, d’un point de vue juridique, le processus de Kimberley n’est pas un accord international. En effet, il est appliqué par le biais de la législation nationale de chaque pays participant. Les travaux réalisés dans le cadre du processus de Kimberley afin de veiller à la non-dissémination des diamants de conflits s'articulent autour de la présidence tournante, de deux rencontres annuelles (la réunion inter-sessions et l'assemblée plénière) et des groupes de travail et comités. Il existe actuellement six groupes de travail et comités: le groupe de travail chargé du suivi, le groupe de travail sur les statistiques, le groupe de travail des experts diamantaires, le comité des règlements et procédures, le comité de participation et de présidence, et le groupe de travail sur la production artisanale et alluviale. Pour des besoins ponctuels, par exemple le lancement d'un cycle de réformes, des comités spéciaux peuvent être créés.
Au sein du PK, des observateurs sont aussi présents tels que le Conseil Mondial du Diamant (WDC) qui a été créé par l’industrie diamantaire représentée pas la World Fédération of Diamond Bourses et l’International Diamond Manufacturers Association,. La Coalition de la société civile du PK, l’Initiative diamant et développement (DDI) et l’Association des pays africains producteurs de diamants (ADPA) font également partie des observateurs.
Le SCPK repose sur la Résolution 55/56 (2000) de l’Assemblée générale des Nations unies, qui stipule que « le SCPK doit être un système de certification international, simple et fonctionnel, qui s’appuie sur des systèmes de certification nationaux et sur des normes minimales reconnues internationalement ».
Le modèle du PK a aussi inspiré la création de l’Initiative pour la transparence dans les industries d’extraction (ITIE).

## Modalités de certification du processus de Kimberley

### Les exigences minimales en matière de norme
D’après le guide du processus de Kimberley écrit par la coalition de la société civile du PK en 2015 et du système de certification du processus de Kimberley de 2003, un pays membre du PK ne peut commercialiser qu’avec d’autres pays membres du PK les diamants bruts qui doivent, quant à eux, être conservés dans un conteneur scellé inviolable et accompagnés d’un certificat du PK en cours de validité . Le certificat doit présenter une description du contenu de la cargaison, de la valeur et des dates de délivrance et d’expiration. Le certificat comporte un numéro unique conformément à la norme ISO 3166-1 et fera l’objet d’une vérification des douanes dans le pays importateur .
L’importation et l’exportation doivent être supervisées par une autorité responsable désignée par le participant,. Le participant se doit de respecter le cadre réglementaire national qui doit garantir le respect des normes du SCPK ainsi que la traçabilité des diamants du lieu d’extraction jusqu’au point d’importation,. Le participant doit aussi faire preuve d’initiative en demandant une vérification de la conformité des normes par les équipes d’examen,.  
De multiples données sont demandées au participant telles que des données réglementaires et statistiques pour permettre, par exemple, une transparence financière entre les pays membres du SCPK,. Une communication doit être assurée entre tous les participants par l’intermédiaire du président, afin d’assurer un progrès constant par la coopération et l’entraide. L’objectif est d’améliorer en continu le respect des exigences, le système de certification, trouver des solutions aux difficultés, pour atteindre des pratiques exemplaires ,.

### Le système d’examen du PK

#### Le rapport annuel
Un rapport annuel est demandé aux pays qui veulent prétendre à la certification PK. Ce compte-rendu doit mentionner de quelle manière sont appliquées les exigences du PK au cours de l’année civile précédente. Le rapport est ensuite publié sur le site web du PK sauf en cas de refus du participant. Les participants doivent également fournir ponctuellement, entre les rapports, leurs initiatives pour appliquer le PK.

#### Les visites d’examens
Des visites d’examens sont aussi réalisées, de préférence sur la base du volontariat du participant. Les visites et un contact direct avec la présidence et vice-présidence permettent de faire un suivi : vérification des progrès en matière de PK et du respect des délais. Les participants doivent souscrire plusieurs visites, au plus tard trois ans après la première visite, pour une bonne surveillance ou un an après la première visite, si le suivi requiert une attention particulière.

#### Les missions d’examens
Des missions d’examens peuvent être dépêchées, à tout moment, par la présidence du PK, si certains éléments permettent de supposer qu’un participant enfreint le système de certification PK.
Des missions d’experts peuvent également être organisées ponctuellement dans les pays participants.

## Pays membres
Depuis le 1er juillet 2013 il y a cinquante-quatre participants au processus de Kimberley représentants 81 pays, l'Union européenne comptant comme un seul participant. Les participants incluent tous les acteurs majeurs producteurs de diamants bruts et les pays importateurs ou exportateurs. En août 2012 le Cameroun a été admis en tant que participant avec le Kazakhstan, Panama et le Cambodge. La liste ci-dessous liste les pays participants avec leur année d'entrée (ou de ré-entrée si approprié) entre parenthèses.
| - Afrique du Sud (2003) - Angola (2003) - Arménie (2003) - Australie (2003) - Bangladesh (2006) - Biélorussie (2003) - Botswana (2003) - Brésil (2003) - Cambodge (2012) - Cameroun (2012) - Canada (2003) - Centrafrique (2003) - Chine (2003) - Corée du Sud (2003) | - Côte d'Ivoire (2003) - Émirats arabes unis (2003) - États-Unis (2003) - Ghana (2003) - Guinée (2003) - Guyane (2003) - Île Maurice (2003) - Inde (2003) - Indonésie (2005) - Israël (2003) - Japon (2003) - Kazakhstan (2012) - Laos (2003) - Liban (2003/2005) | - Lesotho (2003) - Liberia (2007) - Malaisie (2003) - Mexique (2008) - Namibie (2003) - Nouvelle-Zélande (2006) - Norvège (2003) - Panama (2012) - République démocratique du Congo (2003) - République du Congo (2003/2007) - Russie (2003) - Sierra Leone (2003) - Singapour (2004) - Sri Lanka (2003) | - Suisse (2003) - Swaziland (2011) - Tanzanie (2003) - Thaïlande (2003) - Togo (2003) - Turquie (2007) - Ukraine (2003) - Union européenne (2003) - Vénézuela (2003) - Vietnam (2003) - Zimbabwe (2003) |

### Candidats
Les pays suivants ont exprimé leur intérêt pour rejoindre le processus de Kimberley mais ne satisfont pas encore les prérequis :
- Burkina Faso
- Chili
- Kenya
- Mali
- Mauritanie
- Mozambique
- Zambie

## Présidence du processus
- 2003 : Afrique du Sud
- 2004 : Canada
- 2005 : Russie
- 2006 : Botswana
- 2007 : Commission européenne
- 2008 : Inde
- 2009 : Namibie
- 2010 : Israël
- 2011 : République démocratique du Congo
- 2012 : États-Unis
- 2013 : Afrique du Sud
- 2014 : République populaire de Chine
- 2015 : Angola
- 2016 : Émirats arabes unis
- 2017 : Australie
- 2018 : Union européenne[18],[19]
- 2019 : Inde
- 2020 : Aucune présidence due à la pandémie de COVID-19
- 2021 : Russie
- 2022 : Botswana[20]

## Critiques

### Le manque d'ambition du processus de Kimberley: la question des droits de l'homme
En juin 2009, Ian Smillie de l'ONG canadienne Partenariat Afrique Canada (PAC), l'un des membres fondateurs du processus de Kimberley, a démissionné en accusant le régulateur d'échouer dans sa régulation et en ajoutant qu'il ne souhaitait plus continuer à prétexter que "l'échec est une réussite".
En juin 2010 l'ONG anglaise Global Witness, un autre membre fondateur du processus, précise que "Malgré tous les outils en place, le processus a échoué, et ne résout pas les problèmes de contrebande, de blanchiment d'argent et d'abus des droits de l'Homme dans le monde... du diamant". Le processus est d'autant plus critiqué par Global Witness et par PAC car le Zimbabwe vient d'être autorisé à vendre ses diamants de Marange comme officiellement non issus de conflits,,. Pour la première fois les deux ONG appellent ensemble à redéfinir ce qu'est un diamant de conflit.
En août 2010, un autre membre important du processus de Kimberley le Dr. André A. Jackson, également plus haut dignitaire africain de l'industrie du diamant via l'African Diamond Council (ADC) et président de l'African Diamond Producers Association (ADPA), démoralise les supporters du processus de Kimberley en persuadant les pays africains producteurs de diamants de renoncer à leur support au processus de Kimberley en raison de son inefficacité, déclarant que "ce système a échoué à contrecarrer le commerce de diamants résultant de la souffrance humaine". Juste avant de dénoncer le processus, l'ADC a diffusé un spot TV infomercial qui révèle les problèmes internes de l'industrie africaine du diamant. Cette diffusion a non seulement offert une large visibilité à l'ADC, mais s'est avéré un énorme revers au processus de Kimberley et a marqué la fin de l'ascendant de De Beers sur le continent africain.
En décembre 2010, le Time Magazine publie un article critiquant le nouveau commerce de diamant au Zimbabwe et questionne la légitimité du processus de Kimberley, déclarant que ce dernier a été incapable d'empêcher les diamants de conflits Zimbabwéens d'entrer sur le marché.
En août 2011, un documentaire radio de la BBC intitulé "Les diamants du Zimbabwe" publie une interview où des représentants du processus de Kimberley prétendent qu'ils n'étaient pas informées des massacres et tortures présentés dans le documentaire, seulement de quelques incidents repérés lors de leurs brèves visites, impliquant que le processus n'est pas doté d'une équipe suffisamment importante pour mener des investigations poussées de terrain.

### Le manque de contrôle dans la mise en œuvre du SCPK
En décembre 2013 le World Policy Journal a publié un rapport d'investigation rédigé par les journalistes Khadija Sharife et John Grobler qui établit que l'équivalent d'à minima 3,5 milliards de dollars de diamants certifiés par le processus de Kimberley provenant d'Angola et de la république démocratique du Congo (RDC) ont été détournés via des paradis fiscaux adhérant au processus de Kimberley tel que la Suisse. Ces pays de transit servent à brouiller l'origine des diamants qui sont certifiés d'origine mixte avant de réintégrer le marché, opération reconnue par le processus de Kimberley. Ce détournement massif de diamants a été organisé par des gouvernements membres du processus de Kimberley tel que l'Angola, le vendeur d'armes russe Arcadi Gaydamak, le magnat du diamant Lev Leviev et des banques internationales. Les auteurs de ce rapport concluent que les paradis fiscaux ne devraient pas être autorisés à gérer ce type de transactions étant donné qu'ils offrent une couverture légale et le secret bancaire permettant ce type d'activité illicite alors que les pays dont sont issus les diamants peinent à générer des revenus pour leurs citoyens. Les auteurs précisent que la sous-facturation et autres manipulations comptables illicites tel que l'évasion fiscale ont été exclues de la définition du diamant de conflit utilisée par le processus de Kimberley, permettant l'existence d'une industrie propre à 99 % principalement parce que la violence réelle est étouffée, ignorée ou totalement exclue du cadre de la définition et dont la partie criminelle de cette industrie continue d'être une réalité.
En 2013, la plateforme américaine 100 Reporters publie un nouveau rapport d'investigation de Khadija Sharife basé sur des documents de la Central Intelligence Organization (CIO), montrant que 3 milliards de dollars ont servi à influencer l'élection de Robert Mugabe au Zimbabwe.

### La crise du tripartisme
Le 5 novembre 2011, le processus de Kimberley perd une grande partie de son intégrité quand l'ONG Global Witness, membre fondateur du processus, quitte le processus,. L'ONG déclare qu'il n'y a aucune garantie que les diamants certifiés par le processus de Kimberley ne soient pas des diamants de conflits, et ce en raison de la nature des gouvernements corrompus de certains pays producteurs où il est commun que les autorités en échange d'un pot-de-vin de 50 $ ou 100 $ par jour rédigent les certificats déclarant que des diamants de conflits sont processus de Kimberley et que les gouvernements du Zimbabwe, de la Côte d'Ivoire et du Venezuela ont déshonoré, détourné et utilisé le système sans qu'ils soient alarmés ou n'aient à subir la moindre conséquence pour leurs actions.
Le 14 décembre 2017, l'ONG Impact annonce à son tour qu'elle quitte le processus de Kimberley.